# مطار البصرة الدولي
30°32′56.0″N 47°39′44.9″E / 30.548889°N 47.662472°E

مطار البصرة الدولي (إياتا: BSR، إيكاو: ORMM) هو مطار دولي، بشمال غرب مدينة البصرة في العراق، ويبعد عن مركز المدينة 20 كلم، ويعتبر رابع أكبر مطارات العراق من حيث عدد المسافرين، وحسب إحصائيات النقل الجوي لوزارة التخطيط العراقية، فقد وصل عدد المسافرين في مطار البصرة الدولي إلى 609137 مُسافراً في سنة 2018.

## تاريخ
كانت قاعدة الشعيبة الجوية في شمال مدينة الزبير هي مطار أهل البصرة منذ سنة 1921 حتى 25 آذار سنة 1938 حين افتتح مطار المعقل الملكي في منطقة المعقل، ثم بني مطار البصرة الدولي في عقد الستينيات من القرن العشرين وطوّر بنيانهُ في عقد الثمانينيات. ولقد كان مطار البصرة الدولي مغلقاً لفترة طويلة أثناء معركة القادسية الثانية (حرب الخليج الأولى)، ومعركة أم المعارك (حرب الخليج الثانية)، والغزو الأمريكي للعراق 2003، وافتتح المطار من جديد في عام 2005 وكانت طائرة بوينج 727 القادمة من بغداد أول طائرة تهبط في المطار بعد إعادة افتتاحه وبدأت الرحلات الجوية المحلية بين البصرة وبغداد منذ منتصف عام 2005.
واستقبل مطار البصرة عشرات الرحلات من جميع أنحاء العالم ومنه تقلع الطائرات إلى مختلف أرجاء العالم، ويحتوي مطار البصرة على مركز متطور لرجال الأعمال، وقاعات للمؤتمرات مجهزة بأحدث التجهيزات ويوجد فيهِ محطة للأرصاد الجوية على مستوى عالمي من التجهيز تشرف عليها فرق أميركية متخصصة، ويشهد مطار البصرة بعد غزو العراق 2003 نشاط غير مسبوق من الرحلات الجوية القادمة والمغادرة بسبب الحركة الاقتصادية والاستثمارية الكبيرة في البصرة.

## شركات الطيران
| شركـات طيـران          | الوجهات |
| ---------------------- | --- |
| أجنحة الشام للطيران    | مطار دمشق الدولي |
| طيران الإمارات         | مطار دبي الدولي |
| فلاي بغداد             | مطار دمشق الدولي |
| فلاي دبي               | مطار دبي الدولي |
| الخطوط الجوية العراقية | مطار الملكة علياء الدولي، مطار بغداد الدولي، مطار بيروت رفيق الحريري الدولي، مطار القاهرة الدولي، مطار انديرا غاندي الدولي، مطار دبي الدولي، مطار أربيل الدولي، مطار إسطنبول الدولي، مطار السليمانية الدولي |
| طيران الشرق الأوسط     | مطار بيروت رفيق الحريري الدولي |
| النيل للطيران          | مطار القاهرة الدولي |
| خطوط بيغاسوس           | مطار صبيحة كوكجن الدولي |
| الملكية الأردنية       | مطار الملكة علياء الدولي |
| الخطوط الجوية القطرية  | مطار حمد الدولي |
| الخطوط الجوية التركية  | مطار إسطنبول الدولي |